# Juliette Goglia

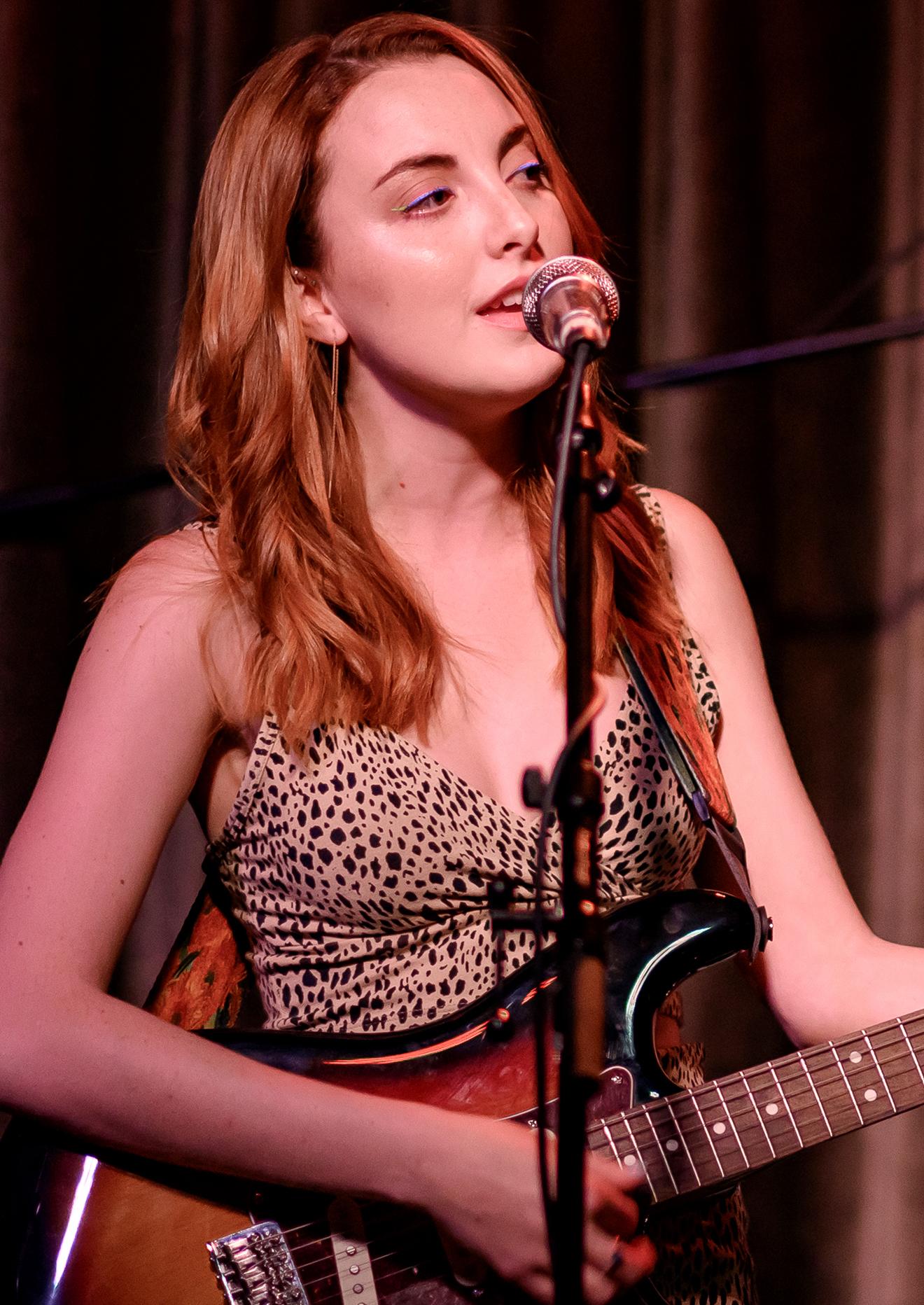
Juliette Goglia (2019)

Juliette „Juj“ Rose Goglia (* 22. September 1995 in Los Angeles, Kalifornien) ist eine US-amerikanische Schauspielerin und Sängerin.

## Leben
Goglia wurde in einem Vorort von Los Angeles als Tochter von Susan „Suzy“ Stokey, einer Theaterschauspielerin und Carmine Goglia, einem Requisiteur italienischer Herkunft geboren. Ihr Großvater mütterlicherseits war der Quizmaster und Produzent Mike Stokey (1918–2003). Sie hat einen älteren Bruder und eine ältere Schwester, Emily Goglia, die ebenfalls als Schauspielerin überwiegend für das Theater tätig ist. Sie studierte an der Columbia University das Fach Menschenrechte und später an der University of Southern California Pop-Musik.
Goglia debütierte 2003 in der Fernsehserie Die himmlische Joan als Schauspielerin. Ihre Rolle verkörperte sie bis 2015 in insgesamt acht Episoden. 2004 wirkte sie unter anderen in den Fernsehserien Strong Medicine: Zwei Ärztinnen wie Feuer und Eis, Two and a Half Men oder Raven blickt durch mit und hatte eine Nebenrolle Garfield – Der Film in inne. In den nächsten Jahren folgten verschiedene Besetzungen in US-amerikanischen Fernsehserien. Von 2013 bis 2014 verkörperte sie in Michael J. Fox Fernsehsendung die Rolle der Eve Henry.
2018 erschien ihre Debütsingle Battleground. Im Dezember 2019 erschien die Single I’m Not Sweet. Sie sang außerdem drei Lieder für die Musikgruppe Scott Bradlee’s Postmodern Jukebox.

## Filmografie
- 2003–2005: Die himmlische Joan (Joan of Arcadia) (Fernsehserie, 8 Episoden)
- 2004: Strong Medicine: Zwei Ärztinnen wie Feuer und Eis (Strong Medicine) (Fernsehserie, Episode 4x20)
- 2004: Two and a Half Men (Fernsehserie, 2 Episoden)
- 2004: The Long Shot (Fernsehfilm)
- 2004: Garfield – Der Film (Garfield: The Movie)
- 2004: Raven blickt durch (That’s So Raven) (Fernsehserie, 2 Episoden)
- 2005: Crazylove
- 2005: Emergency Room – Die Notaufnahme (ER) (Fernsehserie, Episode 12x07)
- 2005: Im Dutzend billiger 2 – Zwei Väter drehen durch (Cheaper by the Dozen 2)
- 2005: Washington Street
- 2006: Desperate Housewives (Fernsehserie, 2 Episoden)
- 2006: Vanished (Fernsehserie, 3 Episoden)
- 2006: 3 lbs. (Fernsehserie, Episode 1x05)
- 2006: Haversham Hall (Kurzfilm)
- 2006–2007: CSI: Vegas (CSI: Crime Scene Investigation) (Fernsehserie, 2 Episoden)
- 2007: Veronica Mars (Fernsehserie, Episode 3x13)
- 2007: A Grandpa for Christmas (Fernsehfilm)
- 2007–2008: Alles Betty! (Ugly Betty) (Fernsehserie, 3 Episoden)
- 2008: Hannah Montana (Fernsehserie, Episode 2x21)
- 2008: Untitled Dave Caplan Pilot (Fernsehfilm)
- 2009: Fired Up!
- 2009: Private Practice (Fernsehserie, Episode 2x20)
- 2010: Past Life (Fernsehserie, Episode 1x04)
- 2010: Einfach zu haben (Easy A)
- 2010: The Quinn-tuplets (Fernsehfilm)
- 2011: Shake It Up – Tanzen ist alles (Shake It Up) (Fernsehserie, Episode 1x10)
- 2011: Inside Out
- 2012: The Finder (Fernsehserie, Episode 1x07)
- 2012: Stakeout (Kurzfilm)
- 2012: Young Paul Ryan (Kurzfilm)
- 2012–2013: Meine Schwester Charlie (Good Luck Charlie) (Fernsehserie, 2 Episoden)
- 2013–2014: The Michael J. Fox Show (Fernsehserie, 22 Episoden)
- 2014: Scandal (Fernsehserie, Episode 1x17)
- 2015: TMI Hollywood (Fernsehserie, Episode 6x05)
- 2015: Der ganz normale Studentenwahnsinn (Resident Advisors) (Fernsehserie, 7 Episoden)
- 2016: Mike & Molly (Fernsehserie, 2 Episoden)
- 2017: Doubt (Fernsehserie, Episode 1x05)
- 2018: I Was A Teenage Pillow Queen (Kurzfilm)
- 2018: Kenny (Kurzfilm)
- 2018: The Neighborhood (Fernsehserie, Episode 1x05)
- 2019: The Way You Look Tonight
- 2020: The Magicians (Fernsehserie, Episode 5x04)
- 2020: For Your Consideration (Kurzfilm)
- 2021: 9-1-1: Notruf L.A. (9-1-1, Fernsehserie, 2 Episoden)
- 2022–2023: Navy CIS (NCIS, Fernsehserie, 3 Episoden)

## Diskografie
Singles
- 2018: Battleground
- 2019: I’m Not Sweet
- 2020: Stay Still